# Tour Grimaldi
 (janvier 2023).
Si vous disposez d'ouvrages ou d'articles de référence ou si vous connaissez des sites web de qualité traitant du thème abordé ici, merci de compléter l'article en donnant les références utiles à sa vérifiabilité et en les liant à la section « Notes et références ».
Pour les articles homonymes, voir Grimaldi (homonymie).
La tour Grimaldi se trouve à côté de la chapelle Saint-Esprit et de l'ancienne cathédrale d'Antibes, dans le département des Alpes-Maritimes, en France.

## Historique
Les archives ayant été détruites, on ne peut pas fixer de date assurée pour la construction de la tour. Elle a été construite après la reprise de la région sur les Sarrasins. Sa construction peut dater de la fin du XIe siècle comme la tour du Suquet, à Cannes.
Cette construction a donc été contemporaine de la possession de la seigneurie d'Antibes par la famille de Rodoard. La seigneurie d'Antibes est donnée en 1275 à l'évêque de Grasse. L'évêque de Grasse a conservé la juridiction temporelle jusqu'au temps de Clément VII qui l'a engagée, en 1383, aux Grimaldi contre 9 000 florins. Ce transfert de droit a été contesté par Martin V. L'archevêque d'Embrun, commissaire qu'il avait nommé confirma la restitution de ce droit à l'évêque de Grasse. L'affaire ayant duré, elle a été reprise par Eugène IV qui nommé l'évêque de Cavaillon pour juger l'affaire, lequel confirma les droits de la famille de Grimaldi.
Antoine Grimaldi (mort en 1358) a commencé la branche des Grimaldi d'Antibes.
Quand Henri IV a acheté en 1608 la juridiction temporelle de la seigneurie à Alexandre de Grimaldi pour 250 000 livres, il en a abandonné la propriété aux habitants d'Antibes. Le roi avait envoyé à Antibes Guillaume du Vair, premier président du parlement d'Aix entre 1599 et 1616, pour y prendre possession de la seigneurie en son nom et y établir le gouverneur, le lieutenant du roi et le major.

## Description

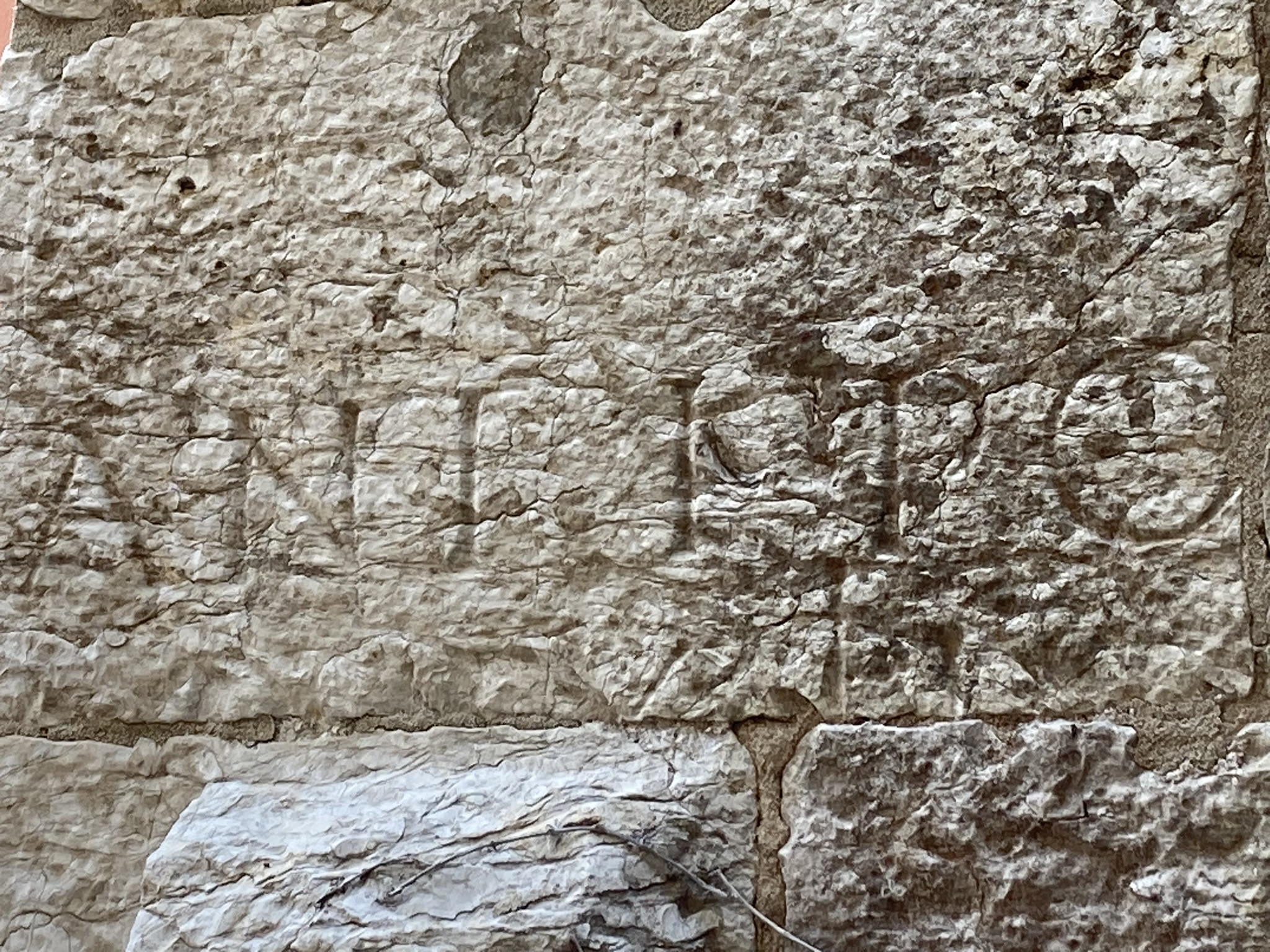
Pierre réutilisée des bâtiments romains sur la façade nord de la tour, montrant une inscription qui se lit comme suit : A-N-T-I-P-O.

La tour Grimaldi a une hauteur de 30 m avec une section carrée de 7,50 m de côté. L'épaisseur des murs à la base est de 2 m. Le parement extérieur présente 70 assises en pierres de taille dont les épaisseurs varient entre 0,55 m et 0,30 m. Beaucoup de ces pierres ont été récupérées sur des bâtiments romains. Certaines présentent des inscriptions, sont des éléments d'architrave ou de corniches.
L'intérieur est divisé en quatre étages dont les trois supérieurs sont à peu près de hauteur égale, et moitié plus élevée que le rez-de-chaussée. Le rez-de-chaussée ne communique avec le premier étage que par un trou carré et on ne pouvait y descendre que par une échelle.
L'ancienne porte d'accès à la tour a été murée. Elle se trouvait sur la face nord de la tour. Elle avait son seuil à 0,60 m au-dessus du plancher du premier étage, soit 6 m au-dessus du sol. On ne pouvait accéder à la tour que par une échelle mobile. Les accès actuels sont modernes : accès à la façade ouest à 1,40 m au-dessus du sol, et accès à la façade est. 
Les deuxième et troisième étages ne recevaient le jour que par des barbacanes de 0,80 m d'ouverture, sur chacune des faces, placées à 1 m au-dessus du plancher. Les ouvertures du troisième étage qui reçoivent les cloches sont modernes.
La plateforme supérieure est supportée par une voûte. On y accède par un escalier en pierre.
On peut donc déduire de cette description que cette tour devait servir de réduit en cas de siège de la ville.

## Classement au titre des monuments historiques
La tour Grimaldi est classée au titre des MH par arrêté du 16 octobre 1945.